# Пам'ятки науки і техніки Всесвітнього значення – пункти Дуги Струве на території Хмельницької області

## Історія створення Дуги Струве
Геодезична дуга Струве (Російсько-Скандинавська дуга) – мережа тріангуляційних пунктів, довжиною 2820 км, що проходить по території десяти країн Європи – Норвегії, Швеції, Фінляндії, Росії, Естонії, Латвії, Литви, Білорусі, України, Молдови. На час створення, Дуга пролягала по території двох держав – Російської імперії та унії Швеції та Норвегії. Дуга являє собою ланцюг із 258 «трикутників» (полігонів), утворених 265 тріангуляційними вимірювальними та 60 додатковими пунктами. Початковий пункт Дуги знаходиться у Норвегії («Фугленес» в околицях Хаммерфеста, біля мису Норд-Кап на узбережжі Баренцевого моря), а кінцевий – в Україні («Стара Некрасівка» в околицях м. Ізмаїл, Одеської області). У ХІХ ст. за ініціативи В.Я. Струве, ще під час проведення геодезичних робіт, пункти відмічено меморіальними знаками.

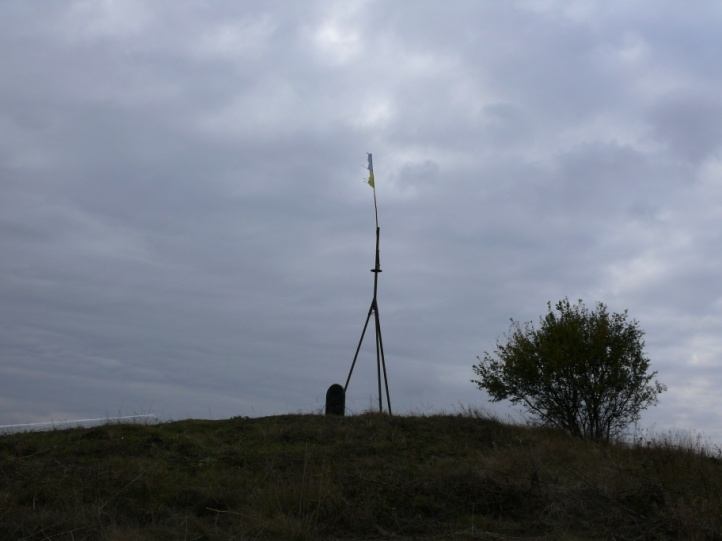
Геодезичний пункт Дуги Струве «Фельштин», Хмельницька область, Хмельницький район, с. Гвардійське

Фактично, Геодезична дуга Струве складається з 12 окремих дуг, ув’язаних між собою. На ній проведені вимірювання 10 базисів і 13 астрономічних пунктів. Завдяки високій точності та значній протяжності всієї дуги ці вимірювання набули особливого статусу серед інших градусних вимірювань, які не змогли перевершити їх за якістю та масштабністю. Саме завдяки цьому, Геодезична дуга Струве вважається видатною та унікальною геодезичною спорудою як за розмірами, так і за точністю виконаних робіт.
Геодезична дуга Струве відіграла визначну роль у розвитку досліджень форми і розмірів Землі. Це одне з найдавніших градусних вимірювань, що не втратило свого наукового і практичного значення до сьогодні.

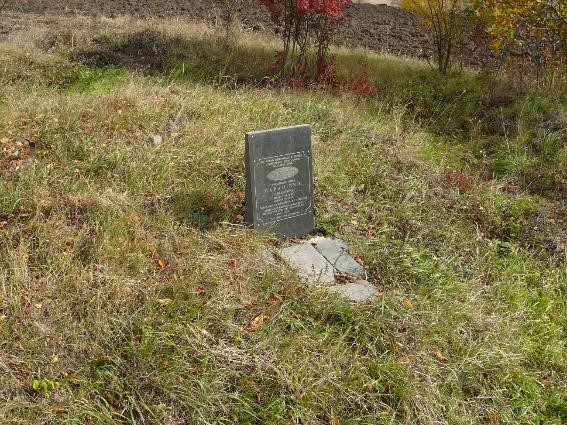
Геодезичний пункт Дуги Струве «Баранівка», Хмельницька область, Ярмолинецький район, с. Баранівка

Опорні точки спостережень були закладені в період 1816-1855 рр. Всього було побудовано й визначено 265 геодезичних пунктів, які практично вперше було закріплено спеціальними центрами та зовнішніми знаками у вигляді пірамід. На час побудови Геодезичної дуги Струве в геодезичному виробництві не існувало такого поняття, як тип центру геодезичного знаку, та не було їх стандартних конструкцій. Закріплення центрів на місцевості було вдалим винаходом, який успішно використовується в геодезичній практиці уже близько 200 років. Це допомогло визначити форму і точні розміри планети, довести правильність математичних розрахунків Ньютона, які засвідчили, що Земля – не ідеальна куля.
Вимірювання першої в Російській імперії дуги меридіана почалося в 1816 р, коли російському військовому геодезисту, полковнику К.І. Теннеру, у відповідь на його пропозицію, дозволили (без додаткових витрат) поєднати розпочату тріангуляцію Віленської губернії з вимірюванням дуги меридіана Віленської обсерваторії . Не зважаючи на свої численні обов'язки та різноманітні перешкоди, К.І.Теннер і В.Я.Струве повністю взяли на себе і довели до завершення кропітку працю по організації, проведенню та обробці польових геодезичних і астрономічних вимірів на просторі від Лапландії до Дунаю, і вони розробили відповідні описи. На завершальному етапі, у співпраці зі шведськими і норвезькими геодезистами, вимірювання були доведені від Ботнічної затоки до узбережжя Баренцева моря, у норвезького міста Хаммерфест.
У 1816 р. під керівництвом полковника К.І. Теннера розпочато побудову тріангуляції в західних прикордонних губерніях Російської Імперії. К.І. Теннер вперше здійснив поділ тріангуляції на класи. Він сконструював один із типів базисного приладу, який дозволяв вимірювати базиси з точністю до 1/300000. Спосіб вимірювання кутів тріангуляції розробив В.Я. Струве.

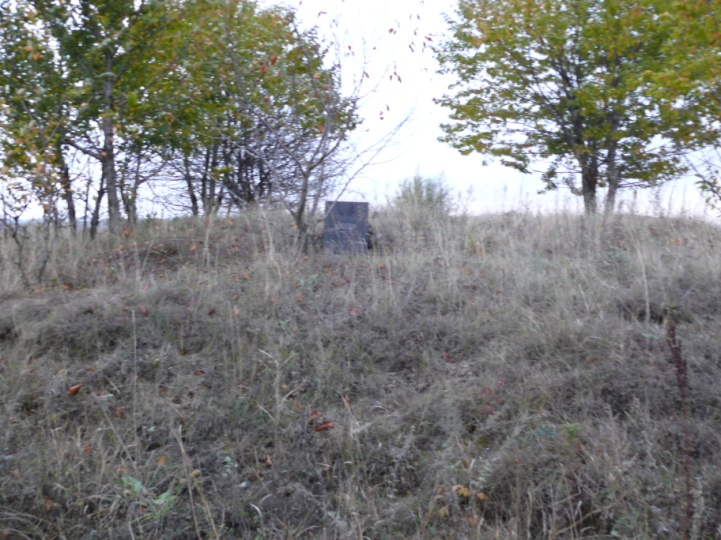
Геодезичний пункт Дуги Струве «Катеринівка», Хмельницька область, Хмельницький район, с. Катеринівка

У 1819 р. імператор Олександр I дозволив фінансування наукового проекту градусних вимірювань дуги меридіана в Ліфляндії та Естляндії, представлений 26-річним професором астрономії Дерптського університету В.Я. Струве. Вчений здійснив перший достовірний вимір великого сегмента дуги земного меридіана, який дозволив точно встановити розмір і форму Землі. Роботи мали значний вплив на розвиток теорії і практики геодезичної науки. Тріангуляційний каркас градусних вимірювань мав навіть надмірну точність для передачі координат, які служили математичною основою військово-топографічних і навігаційних карт. Можливість отримання точних координат зробила градусні вимірювання предметом активного інтересу сухопутних і військово-морських штабів. Офіцери Російської імперії, Швеції та Норвегії виконали більшу частину кутових вимірювань в її трикутниках від Північного Льодовитого океану до дельти Дунаю.
У 1830 р., за ініціативи В.Я. Струве роботи продовжуються в межах Фінляндії, проте, вже без його безпосередньої участі. Цього ж року, К.І. Теннер розпочав роботи з побудови тріангуляції в Мінській губернії. Вони були завершені в 1833 р. Одночасно він з’єднав російську тріангуляцію з аналогічною мережею Східної Пруссії.
Згодом, К.І. Теннеру було доручено виконати тригонометричну зйомку у Волинській та Подільській губерніях, яку він завершив у 1841 р. У 1844 р., спираючись на тріангуляцію в Подільській губернії, геодезист виконав роботи з побудови тріангуляції в Бессарабії. Рекогностування місцевості та побудову геодезичних знаків здійснено в 1845 р. Наступного року, на побудованих пунктах розпочали спостереження, які було завершено в 1849 р. Градусне спостереження на території Фінляндії, Швеції та Норвегії виконували вчені цих країн – Х. Ганстен та Н.Х. Зеландер, за активної участі астрономів Пулковської обсерваторії.
В.Я. Струве та К.І. Теннер завершили роботи з вимірювання дуги меридіана у 1855 р. Велике російсько-скандинавське широтне градусне вимірювання, завдовжки у 25°20' (від Дунаю до Північного Льодовитого океану), отримало символічну назву – Геодезична дуга Струве.
Закріплення центрів на місцевості виконувалося з великою ретельністю, оскільки планувалася висока якість вимірів, про що свідчать носії координат – насічки на центрах, за розмірами не властиві навіть для сучасних центрів. Можливо, передбачалося довготривале використання цих пунктів та виконання повторних вимірювань у майбутньому, але досконалішими інструментами . Градусні вимірювання, проведені В.Я. Струве та К.І. Теннером, вирізнялися надзвичайно високою якістю проведення робіт. Про це свідчить насамперед висока точність кутових і лінійних вимірів. Похибка виміряних кутів у частині дуги, яка була виміряна за участі В.Я. Струве, становить 0,57"; у фінляндській частині дуги – районі, з вкрай несприятливими умовами для спостережень, вона виявилася дещо більшою, проте, не перевищувала 0,87". У межах Віленської, Гродненської та Курляндської губерній (литовська дуга) похибки виміряних кутів становили 0,68", волинської та подільської – 0,73", а у Бессарабії – 0,61". Порівняно з російськими, виміри шведських і норвезьких геодезистів, що виконувалися майже через 30 років після перших робіт К.І. Теннера та В.Я. Струве, мали значно більші похибки .
У 1928-1932 рр. частини Військово-топографічної служби та Українське геодезичне управління виконали роботи з побудови ланки тріангуляції 1 класу Переяслав – Шепетівка, де були задіяні пункти дуги Струве – «Катеринівка», «Базалія», «Мончинці». На цих пунктах у камені було забетоновано металеві марки. У 1930 р. на пунктах «Катеринівка» та «Мончинці» Військово-топографічна служба Червоної армії виконала астрономічні спостереження, завдяки яким було визначено астрономічні широту та довготу цих пунктів.
У 1954 р. Українське аерогеодезичне підприємство провело повторні спостереження Шепетівської базисної мережі тріангуляції на пунктах «Катеринівка», «Базалія» та «Мончинці». У 1955 р. на пунктах «Базалія» та «Катеринівка» геодезисти згаданого підприємства виконали астрономічні спостереження з визначенням астрономічних широти та довготи цих пунктів. У 1961 р. частини Військово-топографічної служби виконали на пунктах «Баранівка», «Чорниводи», «Ганнівка», «Карачківці», «Супрунківці» та «Фельштин» роботи з побудови ланки тріангуляції Хмельницький – Вінниця – Кам’янець-Подільський.

## Пункти Геодезичної дуги Струве
У квітні 2003 р. Державна служба геодезії, картографії та кадастру (Укргеодезкартографія) доручила Науково-дослідному інституту геодезії і картографії виконати комплекс робіт з виявлення, обстеження та відновлення найбільш збережених пунктів Геодезичної дуги Струве. В Україні знаходиться 51 пункт основних «трикутників» та 12 пунктів, які об’єднані в три базисні мережі та три безпосередньо виміряних базиси: Старокостянтинівський, Романкауцький і Ташбунарський. У процесі підготовки до польових робіт уточнено значення координат та підготовлено необхідні дані на 9 пунктів Геодезичної дуги Струве, а саме: «Базалія», «Мончинці», «Катеринівка», «Фельштин», «Баранівка», «Чорниводи», «Ганнівка», «Карачківці» та «Супрунківці».
Обстеження центрів геодезичних пунктів проведено у квітні 2003 р. Під час обстеження пунктів використано топографічні карти масштабу 1:100000. Визначення місць розташування пунктів на місцевості виконували за допомогою GPS-приймачів. Виявляли пункти за наступними основними ознаками:
- кургани або командні висоти на місцевості;
- залишки канав колишнього зовнішнього оформлення пунктів;
- наявність у конструкціях центрів пунктів матеріалів, детально описаних В.Я. Струве.

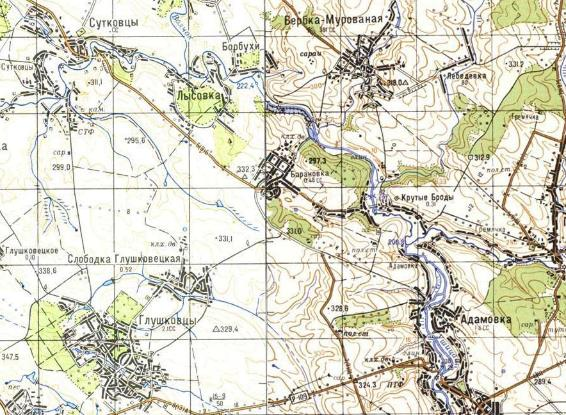
Позначення місця розташування Геодезичного пункту Дуги Струве «Баранівка» на мапі Генерального штабу (1987 р.)

Пошук починався з винесення на місцевість орієнтовного місцезнаходження пунктів у системі координат ETRS 89 за допомогою GPS-приймачів, з точністю приблизно 2-3 м. Згодом, проводилися розкопки з метою виявлення центрів, які відповідають описам, зробленим В.Я. Струве.
За результатами виконаних робіт з дев'яти обстежених пунктів для відновлення було відібрано чотири: «Стара Некрасівка», «Катеринівка», «Фельштин» та «Баранівка», приналежність яких до Геодезичної дуги Струве була підтверджена. На пунктах спостереження було відновлено центри пунктів та встановлено пізнавальні стовпи; відновлено зовнішнє оформлення геодезичних пунктів; встановлено пам'ятні знаки; оновлені геодезичні пункти взято під охорону держави та забезпечено нагляд за їх збереженням.
У 2003 р. НДІ геодезії та картографії на тріангуляційному пункті «Катеринівка» Хмельницького району було встановлено пам’ятний знак, виготовлений з габро у вигляді встановленої вертикально прямокутної дошки (0,4 х 0,6 м) з написом: «На честь вимірювань в Україні геодезичної Дуги Струве 1835 – 1840 роки. Геодезичний пункт «КАТЕРИНІВКА (KATERIHOWKA)». Широта 49º33'55". Довгота 26º45'20". Закладено та визначено К.І.Тернером. Відновлено науково – дослідним інститутом геодезії   і картографії в 2003 році. Охороняється державою». Металевий знак, та сам автентичний геодезичний пункт, що візуально фіксував пункт не виявлені.
Цього ж року під час робіт, що проводилися НДІ геодезії та картографії було виявлено та розчищено геодезичний пункт «Баранівка» Ярмолинецького району. Об’єкт, виготовлений з бетону, знаходився нижче рівня земної поверхні. Металевий знак, що візуально фіксував пункт – втрачений. На місці геодезичного пункту було встановлено пам’ятний знак, виготовлений з габро у вигляді призматичної стели (0,4 х 0,6 м) з написом: «На честь вимірювань в Україні геодезичної Дуги Струве 1835-1840роки. Геодезичний пункт «БАРАНІВКА (BARANOWKA)». Широта 49º08'55". Довгота 26º59'30". Закладено та визначено К.І.Тернером. Відновлено науково-дослідним інститутом геодезії і картографії в 2003 році. Охороняється державою».

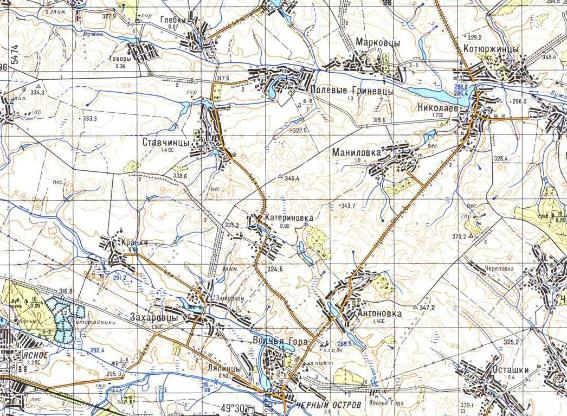
Позначення місця розташування Геодезичного пункту Дуги Струве «Катеринівка», на мапі Генерального штабу (1987 р.)

Геодезичний пункт «Фельштин» Хмельницького району було виявлено і розчищено під час робіт, що проводилися НДІ геодезії та картографії в 2003- 2005 рр. Об’єкт, виготовлений з бетону, знаходився нижче рівня земної поверхні. Над пунктом встановлено металеву піраміду. Встановлення пам’ятного знаку на пункті відбулося в 2006 р. та було присвячено річниці занесення Геодезичної дуги Струве, до списку об’єктів Всесвітньої спадщини ЮНЕСКО. Пам’ятний знак (1,0 х 0,55 м) з написом  на англійській та українській мовах: «Пам’ятка науки і техніки міжнародного значення. Геодезична дуга Струве занесена до списку міжнародної всесвітньої спадщини ЮНЕСКО 15 липня 2005 року. Геодезичний пункт Фельштин. Широта 49º19'50. Довгота 26º40'55. Геодезична дуга від Чорного моря до Північного Льодовитого океану була   використана для визначення форми та розмірів землі. Спостереження виконані у 1816-1855 роках, стали новаторською науковою роботою світового значення, що заслуговує пам’яті та охорони як дослідження всього людства. Охороняється державою.», виготовлений з габро, має прямокутну форму, заокруглену зверху. Плита встановлена вертикально на бетонному постаменті (1,2х0,8м), який обличкований плиткою з габро.
У 2004 р представники державних геодезичних організацій Норвегії, Швеції, Фінляндії, Росії, Естонії, Латвії, Литви, Білорусії, України та Молдавії утворили, відповідно до рекомендацій Центру Всесвітньої спадщини ЮНЕСКО, міжнародний Координаційний комітет для реалізації положень документа «Міжнародний механізм управління транскордонною пам'яткою «Геодезична дуга Струве». У документі було визначено основні завдання комітету, а саме:
- проводити моніторинг стану збереження пунктів Геодезичної дуги Струве і використовувати досвід десяти країн у захисті, збереженні, використанні та розвитку об’єкта;
- збирати щорічні звіти десяти країн, приймати рішення і дії на їх основі, складати щорічний підсумковий звіт;
- надавати органам управління десяти країн-учасниць рекомендації щодо уніфікації практики управління і застосування вдалих рішень, які стосуються захисту, збереження, використання і розвитку пунктів Геодезичної дуги Струве;
- уніфікувати особливе маркування, розвивати міжнародне використання пунктів Геодезичної дуги Струве для освітніх цілей і туризму, сприяти організації національних інформаційних центрів підтримки;
- сприяти збереженню на національному рівні інших пунктів Геодезичної дуги Струве, крім тих 34-х, які включені в нинішній склад об’єкта;

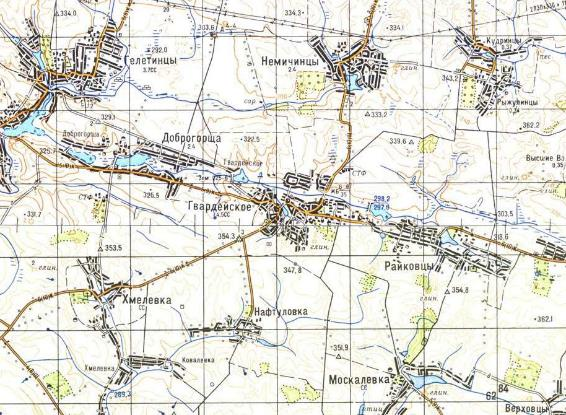
Позначення місця розташування Геодезичного пункту Дуги Струве «Фельштин», на мапі Генерального штабу (1987 р.)

- сприяти проведенню досліджень, робити доступними для широкої аудиторії як історичні, так і сучасні дані, які стосуються Геодезичної дуги Струве;Позначення місця розташування Геодезичного пункту Дуги Струве «Фельштин», на мапі Генерального штабу (1987 р.)сприяти геодезичному використанню пунктів Геодезичної дуги Струве, планувати і керувати транскордонними вимірами за допомогою супутникового і астрономічного обладнання.

15 липня 2005 р. на 29-й сесії Міжурядового комітету з охорони всесвітньої культурної і природної спадщини, що проходила в м. Дурбані (Південно-Африканська Республіка), було прийнято рішення про внесення дуги Струве до списку Всесвітньої спадщини ЮНЕСКО.
Постановою Кабінету Міністрів України від 03 вересня 2009 року № 928 «Про занесення об'єктів культурної спадщини національного значення до Державного реєстру нерухомих пам'яток України» Геодезичні пункти Дуги Струве «Фельдштин», «Катеринівка», «Баранівка» занесені до Державного реєстру нерухомих пам'яток України, як пам'ятки національного значення.
Геодезична дуга Струве, безумовно, є видатним прикладом технічного ансамблю, представленого тріангуляційними точками вимірювання меридіана, є нерухомою та нематеріальною складовою вимірювальних технологій.
Критерій (VI): бути безпосередньо або відчутно зв'язаним з подіями або живими традиціями, ідеями, віруваннями чи художніми та літературними творами виняткової загальнолюдської значущості. Вимірювання дуги та їх результати безпосередньо пов'язані з людським пізнанням світу, його форми та розміру. Вони пов'язані з теорією сера Ісаака Ньютона про те, що Земля не є ідеальною сферою.

## Склад об'єкта Всесвітньої спадщини ЮНЕСКО
До складу об'єкта Всесвітньої спадщини ЮНЕСКО увійшли 34 тріангуляційних пункти, які збереглися до наших днів. Пункти марковані на місцевості різноманітним чином: викарбувані на скелях поглиблення, залізні хрести, піраміди з каменів або спеціально встановлені обеліски.
Надзвичайна довжина геодезичної побудови та висока точність виконаних спостережень зумовили те, що результати вимірювань, проведених на Дузі Струве використовувалися впродовж більш ніж 120 років, тобто фактично – до початку «супутникової ери». Тому, Геодезична дуга Струве, яка збереглася до наших днів, є доказом надзвичайної щодо якості та видатної за значущістю трьохсотрічної технологічної традиції визначення форми й розмірів Землі за допомогою методики тригонометричних та астрометричних спостережень уздовж наземних дуг. Виміри, проведені на Дузі Струве, дозволили обчислити довжину земного меридіана з такою точністю, що навіть сучасні супутникові спостереження знівелювали їх лише на два сантиметри.